# Oddone di Borgogna, conte di Nevers

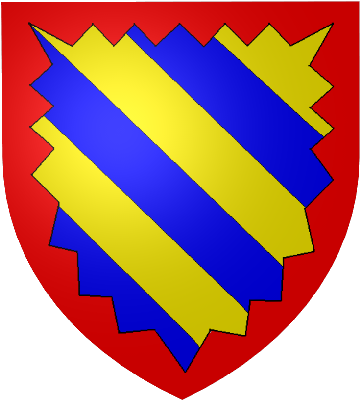
Blasone di Oddone

Oddone di Borgogna (1230 – San Giovanni d'Acri, 4 agosto 1266) Fu signore consorte di Borbone dal 1249 al 1262, e conte di Nevers, Auxerre e Tonnerre dal 1257, come consorte, e dal 1262, come reggente, fino alla sua morte.

## Origine
Come ci viene confermato nel testamento del padre del 1272, era il figlio primogenito del Duca di Borgogna ed in seguito re titolare di Tessalonica, Ugo IV di Borgogna e della prima moglie, Iolanda di Dreux, che, come ci viene confermato dalla Chronica Albrici Monachi Trium Fontium, era figlia del conte di Dreux e di Braine, Roberto III e della moglie (come ci viene confermato dal documento n° LXXIX del Cartulaire du comté de Ponthieu), Eleonora, signora di Saint-Valéry, come appendiamo dalla Histoire généalogique des ducs de Bourgogne de la maison de France.
Ugo IV di Borgogna era l'unico figlio maschio del Duca di Borgogna, Oddone III e di Alice di Vergy, come ci confermano gli Annales S. Benigni Divisionensis (Anno ab incarnatione domini 1212. 7. Idus Marcii, 6. feria ante mediam noctem anno bisextili natus est Hugo, filius Oddonis ducis de domina de Vergerie); Alice, come ci conferma la Histoire généalogique des ducs de Bourgogne de la maison de France, era figlia di Ugo signore di Vergy, e della moglie (come risulta dal documento n° 4314 del Recueil des chartes de l'abbaye de Cluny. Tome 5 -Hugo dominus Vergiaci........uxor eius domina Gilia-) Gillette di Traînel ( † dopo il 1217) e, secondo il documento n° 64 del Collection des principaux cartulaires du diocèse de Troyes, Volume 1, inerente ad una donazione fatta dal padre stesso, figlia di Guarniero, signore di Traînel, che cita il marito di Gisla (Hugo de Vergeio gener meus) e della moglie di cui non si conoscono né il nome né gli ascendenti.

## Biografia
Erede del ducato di Borgogna, nel 1237, suo padre, Ugo IV, con l'erede della signoria di Borbone, Arcimbaldo, stipulò un contratto di matrimonio per Oddone e la figlia primogenita di Arcimbaldo, Matilde, entrambi ancora bambini, come apprendiamo dalla Histoire généalogique des ducs de Bourgogne de la maison de France.
Tra il 1238 ed il 1241, suo padre, Ugo IV di Borgogna fu in Terra santa, a combattere per gli ultimi regni cristiani che ancora resistevano in Palestina; inoltre fu uno dei quattro commissari della Lega nata, col permesso del re di Francia, Luigi IX il Santo, per opporsi all'eccessivo arricchimento dei prelati e che criticò la politica del papa che anziché favorire la crociata, pensava solo a combattere gli Hohenstaufen.
Sua madre, Yolanda morì il 30 ottobre 1248 (secondo il necrologio degli Obituaires de Lyon II, Diocèse de Chalon-sur-Saône, Abbaye chef d'ordre de Cîteaux (non consultato), Yolanda mori il III Kal Nov 1248), dopo che il marito, Ugo IV di Borgogna, si era recato in Terra santa, l'anno del matrimonio di Oddone e Matilde.
Nel 1248, suo suocero, Arcimbaldo IX, aderì alla crociata del re di Francia, Luigi IX il Santo; prima di partire, Arcimbaldo fece testamento, in cui dichiarava sue eredi le figlie, Matilde e Agnese (Mahaut et Agnetem filias meas); la copia del testamento e riportata nelle Preuves de l'Etude sur la chronologie des sires de Bourbon, Xe-XIIIe siecles.
In quello stesso anno, entrambi i suoceri, Arcimbaldo e Iolanda, partirono al seguito di Luigi IX; la flotta fece tappa a Cipro dove avrebbe passato l'inverno, ma l'epidemia che colpì l'esercito, portò alla morte Arcimbaldo, che morì a Cipro il 15 gennaio 1249, mentre la suocera, Iolanda sopravvisse e rientrò in Francia col corpo del marito.
Sua moglie, Matilde, succedette al padre nella Signoria di Borbone, come Matilde II, e Oddone, divenne signore consorte di Borbone.
Nel documento n° 321 dei Titres de la maison ducale de Bourbon, Oddone viene citato come Signore di Borbone (sire de Bourbon).
Quando, tra il 1251 ed il 1252, morì sua suocera, Iolanda, Matilde divenne l'erede delle contee di Nevers, d'Auxerre e di Tonnerre, e alla morte della bisnonna, la contessa, Matilde I, nel (1257), divenne contessa di Nevers, Auxerre e Tonnerre, che governò assieme ad Oddone, che assunse il titolo di conte di Nevers, d'Auxerre e di Tonnerre.
Alla morte della moglie, Matilde, nel 1262, a Oddone, rimase la reggenza delle contee di Nevers, Auxerre e Tonnerre mentre il Borbone andò alla cognata Agnese.
Qualche anno dopo, nel 1266, Oddone partì per la Terra santa, lasciando i suoi possedimenti alle figlie, sotto la tutela del nonno, Ugo IV di Borgogna.
Mentre si trovava a San Giovanni d'Acri, morì in seguito ad una malattia: secondo il necrologio degli Obituaires de Lyon II, Diocèse de Chalon-sur-Saône, Abbaye chef d'ordre de Cîteaux (non consultato), Ugo mori il 4 agosto 1266 (II Non Aug 1266), mentre secondo la Histoire généalogique des ducs de Bourgogne de la maison de France, morì nel 1269 e fu sepolto nel cimitero di San Nicola a San Giovanni d'Acri.
Essendo morto prima di suo padre, Ugo IV, non fu mai duca di Borgogna.

## Matrimonio e discendenza
Nel 1248, Oddone aveva sposato Matilde di Borbone-Dampierre, che, secondo la Histoire généalogique des ducs de Bourgogne de la maison de France, era la figlia primogenita di Arcimbaldo IX, signore di Borbone, e della moglie, Iolanda di Châtillon-Nevers, erede delle contee di Nevers, Auxerre e Tonnerre.
Oddone da Matilde ebbe quattro figlie:
- Iolanda (dicembre 1248-2 giugno 1280), contessa di Nevers[24]; sposò in prime nozze Giovanni Tristano di Valois, figlio di Luigi IX di Francia; Giovanni morirà senza darle figli. In seconde nozze si sposerà ad Auxerre, nel marzo 1272, con Roberto di Dampierre, come ci conferma la Iohannis de Thielrode Genealogia Comitum Flandriæ[25]
- Margherita (1250-4 settembre 1308, contessa di Tonnerre[26]; sposa di Carlo I d'Angiò, fratello di Luigi IX, come ci viene confermato dal Continuatio Chronici Guillelmi de Nangiaco[27]
- Alice (1251 - 1290), contessa di Auxerre[28], sposa di Giovanni I di Chalon[29]
- Giovanna (1253 - 1271)[30],

## Ascendenza
|                        |                     |                         | Genitori             |  |  | Nonni |  |  | Bisnonni            |  |  | Trisnonni             |  |
|                        |                     |                         |                      |  |  |       |  |  | Ugo III di Borgogna |  |  | Oddone II di Borgogna |  |
|                        |                     |                         |                      |  |  |       |  |  | Ugo III di Borgogna |  |  | Oddone II di Borgogna |  |
|                        |                     | Maria di Blois          |                      |  |  |       |  |  | Ugo III di Borgogna |  |  |                       |  |
| Oddone III di Borgogna |                     |                         |                      |  |  |       |  |  | Ugo III di Borgogna |  |  |                       |  |
|                        |                     | Alice di Lorena         | Matteo I di Lorena   |  |  |       |  |  |                     |  |  |                       |  |
|                        |                     | Alice di Lorena         | Matteo I di Lorena   |  |  |       |  |  |                     |  |  |                       |  |
|                        |                     | Alice di Lorena         | Berta di Svevia      |  |  |       |  |  |                     |  |  |                       |  |
| Ugo IV di Borgogna     |                     | Alice di Lorena         |                      |  |  |       |  |  |                     |  |  |                       |  |
|                        |                     | Ugo di Vergy            | Guido di Vergy       |  |  |       |  |  |                     |  |  |                       |  |
|                        |                     | Ugo di Vergy            | Guido di Vergy       |  |  |       |  |  |                     |  |  |                       |  |
|                        |                     | Ugo di Vergy            | Alice/Adelaide       |  |  |       |  |  |                     |  |  |                       |  |
| Alice di Vergy         |                     | Ugo di Vergy            |                      |  |  |       |  |  |                     |  |  |                       |  |
|                        |                     | Gillette di Trainel     | Guarniero di Trainel |  |  |       |  |  |                     |  |  |                       |  |
|                        |                     | Gillette di Trainel     | Guarniero di Trainel |  |  |       |  |  |                     |  |  |                       |  |
|                        |                     | Gillette di Trainel     | …                    |  |  |       |  |  |                     |  |  |                       |  |
| Oddone di Borgogna     |                     | Gillette di Trainel     |                      |  |  |       |  |  |                     |  |  |                       |  |
|                        | Roberto II di Dreux | Roberto I di Dreux      |                      |  |  |       |  |  |                     |  |  |                       |  |
|                        | Roberto II di Dreux | Roberto I di Dreux      |                      |  |  |       |  |  |                     |  |  |                       |  |
|                        | Roberto II di Dreux | Agnese di Baudemont     |                      |  |  |       |  |  |                     |  |  |                       |  |
| Roberto III di Dreux   | Roberto II di Dreux |                         |                      |  |  |       |  |  |                     |  |  |                       |  |
|                        |                     | Iolanda di Coucy        | Rodolfo I di Coucy   |  |  |       |  |  |                     |  |  |                       |  |
|                        |                     | Iolanda di Coucy        | Rodolfo I di Coucy   |  |  |       |  |  |                     |  |  |                       |  |
|                        |                     | Iolanda di Coucy        | Agnese di Hainaut    |  |  |       |  |  |                     |  |  |                       |  |
| Yolanda di Dreux       |                     | Iolanda di Coucy        |                      |  |  |       |  |  |                     |  |  |                       |  |
|                        |                     | Tommaso di Saint-Valéry | …                    |  |  |       |  |  |                     |  |  |                       |  |
|                        |                     | Tommaso di Saint-Valéry | …                    |  |  |       |  |  |                     |  |  |                       |  |
|                        |                     | Tommaso di Saint-Valéry | …                    |  |  |       |  |  |                     |  |  |                       |  |
| Aénor di Saint-Valéry  |                     | Tommaso di Saint-Valéry |                      |  |  |       |  |  |                     |  |  |                       |  |
|                        |                     | Adele di Ponthieu       | …                    |  |  |       |  |  |                     |  |  |                       |  |
|                        |                     | Adele di Ponthieu       | …                    |  |  |       |  |  |                     |  |  |                       |  |
|                        |                     | Adele di Ponthieu       | …                    |  |  |       |  |  |                     |  |  |                       |  |
|                        |                     | Adele di Ponthieu       |                      |  |  |       |  |  |                     |  |  |                       |  |

### Fonti primarie
- (LA)  Monumenta Germaniae Historica, Scriptores, tomus V.
- (LA)  Monumenta Germaniae Historica, Scriptores, tomus IX.
- (LA)  Monumenta Germaniae Historica, Scriptores, tomus XXIII.
- (LA)  (FR)  Etude sur la chronologie des sires de Bourbon, Xe-XIIIe siecles.
- (LA)  (FR)  Titres de la maison ducale de Bourbon, tome premier
- (LA)  Recueil des chartes de l'abbaye de Cluny. Tome 5.
- (LA)  Recueil des historiens des Gaules et de la France. Tome 20.
- (LA)  Cartulaire du comté de Ponthieu.
- (LA)  Collection des principaux cartulaires du diocèse de Troyes, Volume 1.

### Letteratura storiografica
- Charles Petit-Dutaillis, "Luigi IX il Santo", cap. XX, vol. V (Il trionfo del papato e lo sviluppo comunale) della «Storia del mondo medievale», vol. V, 1999, pp. 829–864
- (FR)  Histoire des ducs de Bourgogne de la race capétienne, tome III.
- (FR)  Histoire généalogique des ducs de Bourgogne de la maison de France.
- (FR)  #ES Histoire du Bourbonnais et des Bourbons qui l'ont possédé, Volume 1.